# Pehr Kalm

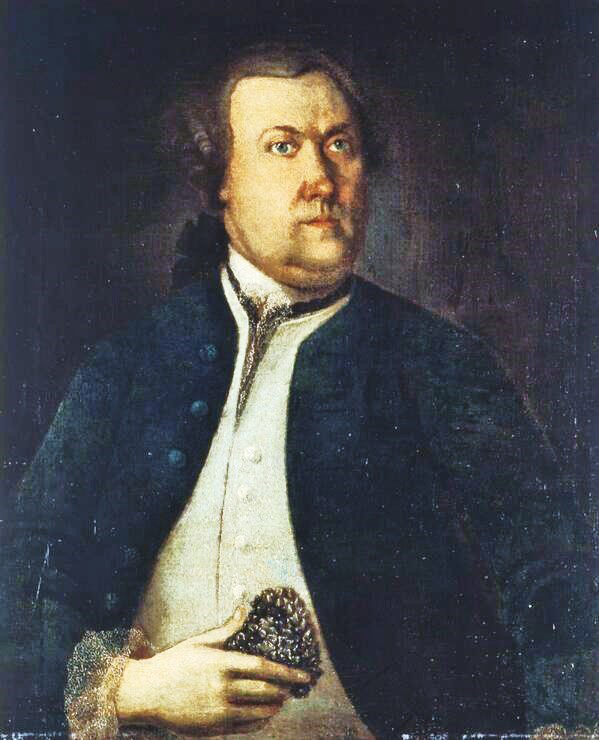
Portret (waarschijnlijk)

Pehr Kalm (6 maart 1716 – 16 november 1779) was een Zweeds-Finse ontdekkingsreiziger, botanicus, natuuronderzoeker en agrarisch econoom. Hij is ook wel bekend onder de naam Peter Kalm. Hij was een van de belangrijkste leerlingen van de beroemde plantkundige Carl Linnaeus. 
Hij studeerde aan de Academie van Turku (waar hij later een groot deel van zijn leven ook les zou geven) en aan de Universiteit van Uppsala. Tussen 1748 en 1751 verbleef Kalm in Noord-Amerika, waar hij allerlei ontdekkingsreizen maakte. Een van de reizen leverde de eerste wetenschappelijke beschrijving van de Niagarawatervallen op. Hij publiceerde een verslag van zijn reis naar Noord-Amerika onder de titel En Resa til Norra America. Dat verslag werd al spoedig vertaald naar onder meer het Duits, Frans, Nederlands en Engels.

## Afbeeldingen van de Nederlandse vertaling vanReis door Noord Amerika(1772)

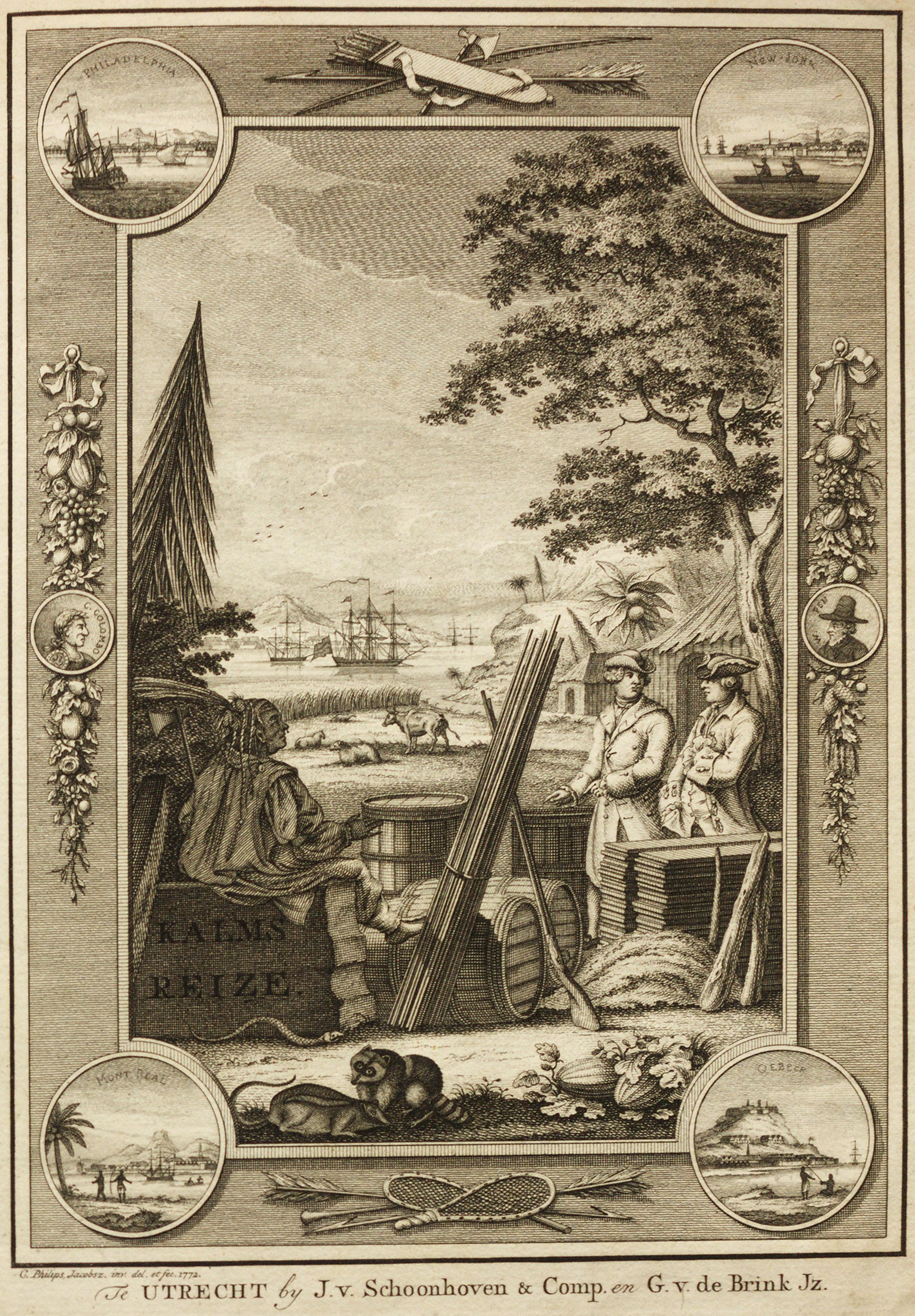
Frontispice
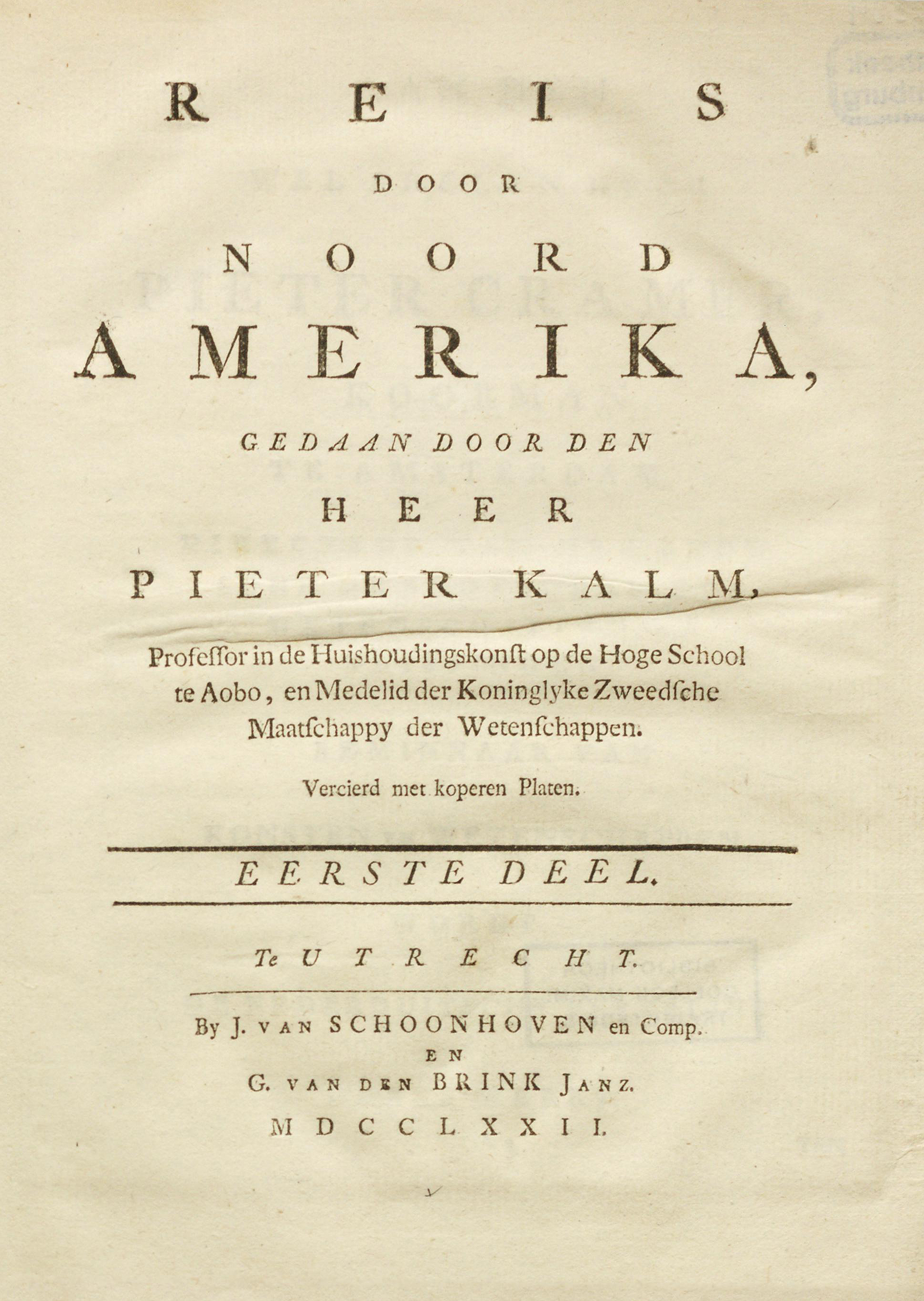
Titelpagina
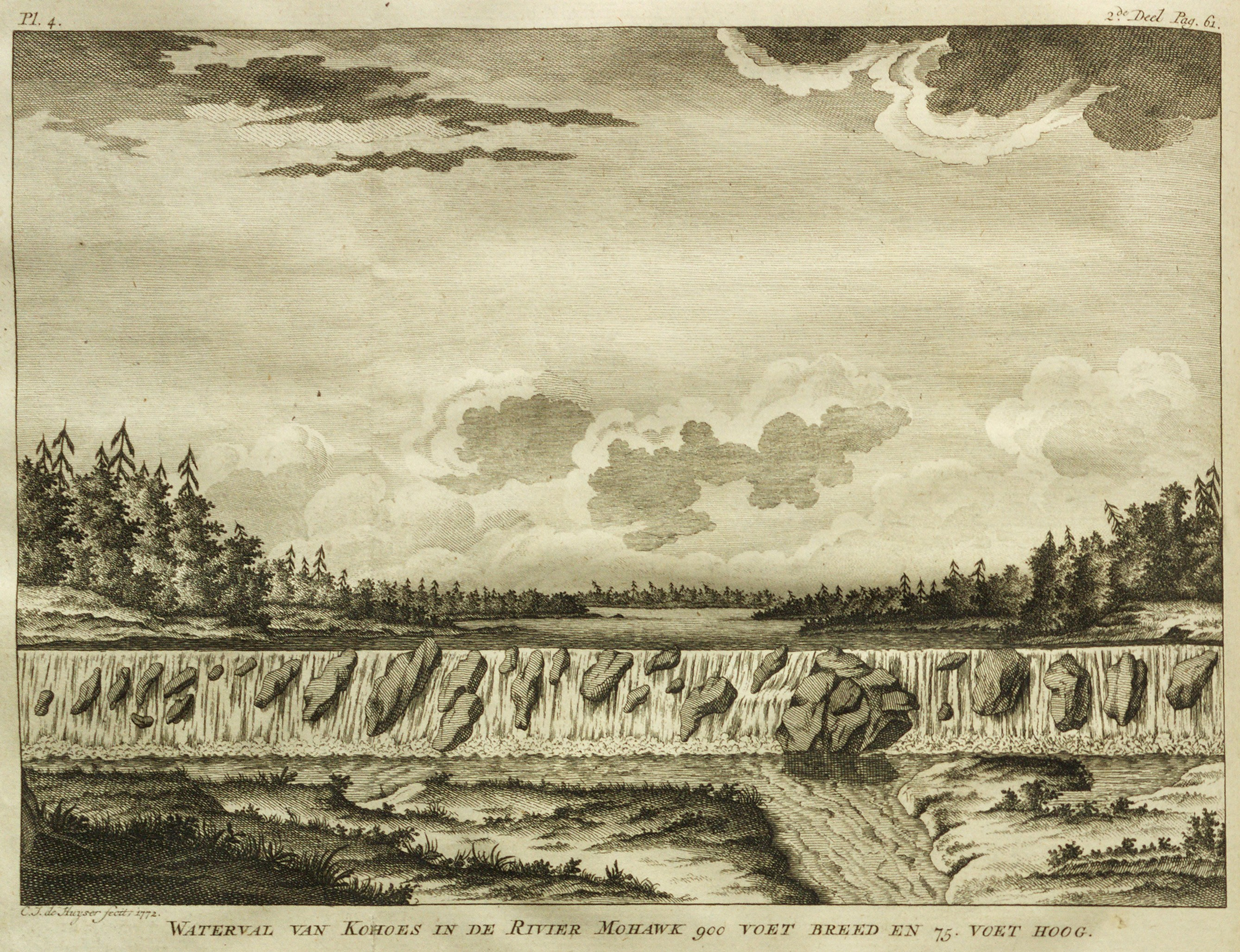
Pagina 61
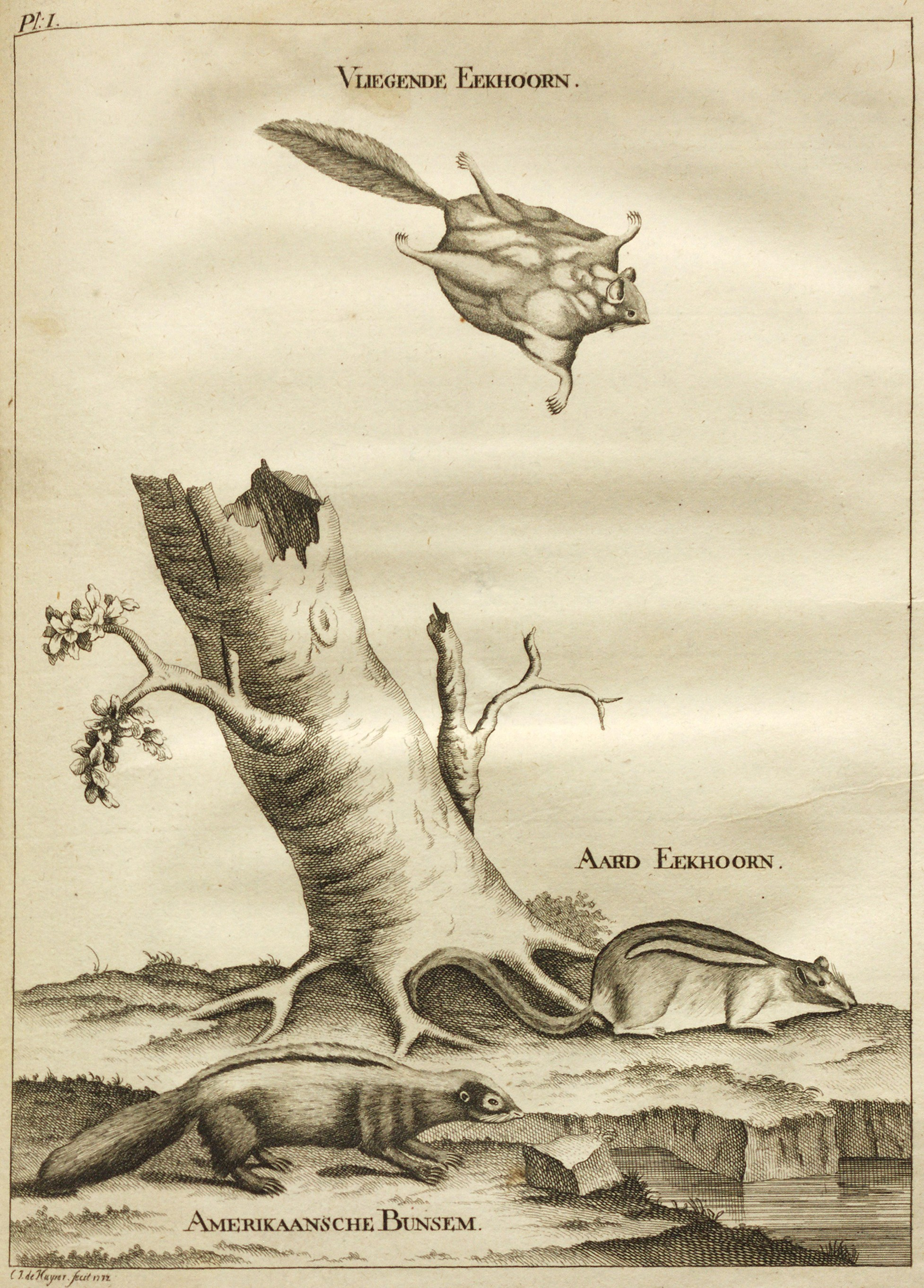
Pagina 140

- Bibliothèque nationale de France: cb12748924w (data)
- Author citation (botany): Kalm
- Gemeinsame Normdatei: 119166615
- International Standard Name Identifier: 0000 0000 8115 9208
- Library of Congress Control Number: n85344169
- Nationale Bibliotheek van Tsjechië: ola2010585526
- Nationale Bibliotheek van Israël: 987007277895705171
- Nederlandse Thesaurus van Auteursnamen: 072719419
- LIBRIS: 192514
- SNAC: w60d5jpf
- Système universitaire de documentation: 03250912X
- Virtual International Authority File: 37042419
- WorldCat: E39PBJmDr8TqjbhmfkYPC4cQMP